# Família Imperial (telessérie)
Família Imperial é uma série de televisão brasileira produzida pela Primo Filmes e exibida pelo Canal Futura entre 12 de outubro de 2012 e 16 de fevereiro de 2013.
Em 2 de setembro de 2013, também passou a ser exibida no Disney Channel Brasil. Família Imperial usa o back projection para projetar imagens em background e criar a ilusão do ambiente de época.

## Enredo
Iara Imperial é uma menina diferente para os padrões atuais: suas roupas são de brechó, seus discos de vinil e as únicas coisas que parecem realmente lhe interessar estão dentro dos livros de história. Mas essa sua personalidade peculiar só lhe causa infortúnios. Na escola, ela sofre bullying e, em casa, tem que aguentar o zombeteiro Jonas, seu irmão caçula, que ajuda a difamá-la com o apelido de menina naftalina. A única sorte de Iara é ter acabado de se mudar para um casarão na Rua do Ouvidor – rua histórica no centro do Rio de Janeiro – onde está o Antiquário do Barão, um comércio antigo herdado por seu pai. E é ali que ela encontra a penteadeira encantada, um móvel velho e misterioso, através da qual a jovem conhece Lucrécia Imperial, sua tatatataravó.
Lucrécia vive em 1812 e, assim como Iara, tem 14 anos de idade. Mas as coincidências entre as duas não param por aqui. Lucrécia também enfrenta problemas com o tempo em que vive. Assim, mesmo separadas por 200 anos, essas duas meninas guardam consigo o mesmo desejo: fugir de suas realidades. Graças aos encantos da penteadeira, Iara e Lucrécia conseguem viajar no tempo, levando junto seus irmãos caçulas, Jonas e Alphonso respectivamente. Com as identidades trocadas, as crianças protagonizam situações muito diferentes das que estão acostumadas. Enquanto Lucrécia e Alphonso tentam se acostumar com a vida do século XXI, Iara e Jonas viajam pelo século XIX. Passando pelos anos marcantes do Brasil Imperial, percebem as inúmeras mudanças ocorridas no país desde a chegada da Família Real portuguesa até até à proclamação da república. Vivem momentos fundamentais deste período determinante para a história do Brasil e convivem com personagens históricos importantes, que Iara acreditava que só existiam nos livros.

## Produção

### Temática
A viagem no tempo e a troca de papéis entre os personagens do passado e do presente renderam boas situações cômicas e muita análise crítica em Família Imperial. E nem só de marcos da História do Brasil vive a série. O cotidiano das pessoas comuns da época também é a matéria-prima do roteiro. A série mostra, por exemplo, o tratamento dado no passado a escravos a serviço da Casa Grande e chama a atenção para a questão contemporânea das empregadas domésticas ainda tão comuns para famílias da classe média brasileira. O choque cultural ainda coloca em conflito ético costumes e morais das duas épocas em temas próximos aos adolescentes, como a estética da moda, os relacionamentos amorosos, as liberdades individuais, o bullying e a família.
Para mostrar as diferenças entre os dois tempos, os roteiristas tiveram de mergulhar na história do Brasil com uma ajuda especial. A escritora e professora de Antropologia Lilia Schwarcz prestou uma consultoria importante ao resgatar episódios históricos marcantes do período, como a Independência do Brasil e a Proclamação da República, que foram explorados com irreverência pelos criadores da trama. A produção ainda envolveu o trabalho de pesquisadores que garimparam diferentes acervos, como o do Instituto Moreira Salles e da Cinemateca Brasileira, para que a série mantivesse a liberdade na representação, mas ao mesmo tempo primasse pela autenticidade dos registros históricos.

### Escolha do elenco
O diretor-geral de Família Imperial é Cao Hambuger, referência em programas infantojuvenis de qualidade como o Castelo Rá-Tim-Bum, criado para a TV Cultura. No cinema, ele já havia trabalhado com a jovem atriz Daniela Piepszyk ao dirigir O Ano em que Meus Pais Saíram de Férias e repetiu a experiência bem-sucedida nesse projeto para televisão. Outra peça-chave é o ator Caio Horowicz, que também faz papel duplo ao interpretar Alphonso, o irmão de Lucrécia da época imperial, e ainda Jonas, o irmão de Iara, dos tempos contemporâneos. A ideia de um mesmo ator interpretar vários papéis se reproduz pelo restante do elenco, tal como antigas companhias de teatro e trupes de artistas versáteis. A definição dos personagens e de seus intérpretes não foi nada aleatória.  “A escolha dos papéis foi muito bem pensada, serve para estabelecer paralelos sutis e arquétipos do passado e do presente”, explica Matias Mariani. O pai dos protagonistas, por exemplo, é interpretado pelo mesmo ator (Luiz Machado) com todas as nuances do autoritarismo paterno do século XIX e a personalidade mais fluida do homem do século XXI.

### Lançamento
Família Imperial foi lançada na TV Futura em 12 de outubro de 2012 depois de nove meses de produção (descontando o tempo de desenvolvimento e roteiros). A ideia inicial partiu da própria televisão. Lúcia Araújo, gerente-geral do canal, queria uma série sobre príncipes e princesas e pediu o conceito para a Primo Filmes e Cao Hamburger. Com um aporte do Bradesco, o valor total do orçamento total foi de 3,74 milhões de reais para 20 capítulos. Na TV Futura, que tem propósito educativo, foram exibidos capítulos especiais, mais didáticos, para explicar o contexto da série com entrevistas com historiadores e professores. A primeira temporada foi comprada pela Disney. Por enquanto não há previsão para uma segunda fase da série, mas as possibilidades estão abertas. E a Primo Filmes e Cao Hamburger (Caos Produções) já estão em novo projeto infanto-juvenil. Desta vez, para a TV Cultura. “Que Monstro te Mordeu?” terá 50 episódios, que devem ir ao ar no segundo semestre de 2014.

## Exibição
- Canal Futura (12 de outubro de 2012 - 16 de fevereiro de 2013)
- Disney Channel Brasil (2 de setembro de 2013  - 25 de setembro de 2013)
- Disney XD (3 de setembro de 2013 - 31 de março de 2022)
- TV Cultura (5 de outubro de 2013 - presente)

## Elenco
| Ator/Atriz       | Personagem              |
| ---------------- | ----------------------- |
| Daniela Piepszyk | Iara Torres Imperial    |
| Daniela Piepszyk | Lucrécia Imperial       |
| Caio Horowicz    | Jonas Torres Imperial   |
| Caio Horowicz    | Alphonso Imperial       |
| Luiz Machado     | Evandro Torres Imperial |
| Luiz Machado     | Héliodoro Imperial      |
| Fabiana Gugli    | Paula Paiva             |
| Fabiana Gugli    | Heleonor Imperial       |
| Isabella Scherer | Katy                    |
| Isabella Scherer | Apelônia                |
| Shirley Cruz     | Marineide               |
| Shirley Cruz     | Delfina                 |

### Participações especiais
| Ator/Atriz      | Personagem                  |
| --------------- | --------------------------- |
| Maria Bethania  | Leonor Batalha              |
| Flávio Bauraqui | Machado de Assis            |
| Paulinho Serra  | Dom João VI                 |
| Tatá Werneck    | Carlota Joaquina de Bourbon |

## Episódios
| Temporada | Temporada     | Episódios | Canal Futura           | Canal Futura            | Disney Channel Brasil | Disney Channel Brasil  |
| Temporada | Temporada     | Episódios | Início                 | Final                   | Início                | Final                  |
| --------- | ------------- | --------- | ---------------------- | ----------------------- | --------------------- | ---------------------- |
|           | 1             | 16        | 12 de outubro de 2012  | 16 de fevereiro de 2013 | 2 de setembro de 2013 | 25 de setembro de 2013 |
|           | Recapitulação | 4         | 16 de novembro de 2012 | 22 de fevereiro de 2013 | Não exibido           | Não exibido            |

## Arquivo Imperial
Arquivo Imperial é um spin-off da série. Estreou em 16 de novembro de 2012 com seu fim em 22 de fevereiro de 2013.
Enredo
Arquivo Imperial mostra a saga de Iara e Jonas pelo passado do Brasil Imperial é um revista em um episódio que recapitula o contexto e os principais acontecimentos históricos entre a chegada da Família Real, em 1808, e o ano em que desembarcam os personagens, 1812.
Episódios
| # | #  | Títulos                                  | Canal Futura            | Código de Produção |
| - | -- | ---------------------------------------- | ----------------------- | ------------------ |
| 1 | 17 | "Recapitulando 1822" Recapitulando 1822" | 16 de novembro de 2012  | 101                |
| 2 | 18 | "Recapitulando 1889" Recapitulando 1889" | 14 de dezembro de 2012  | 102                |
| 3 | 19 | "Recapitulando 1812" Recapitulando 1812" | 11 de janeiro de 2013   | 103                |
| 4 | 20 | "Recapitulando 1860" Recapitulando 1860" | 22 de fevereiro de 2013 | 104                |

## Prêmios e indicações
| Ano  | Prêmio                                        | Categoria                               | Nomeado          | Result   |
| ---- | --------------------------------------------- | --------------------------------------- | ---------------- | -------- |
| 2013 | Festival ComKids Prix Jeunesse Iberoamericano | 7-11 ficção                             | Família Imperial | Venceu   |
| 2014 | Prix Jeunesse International                   | Melhor Série de Ficção entre 07-11 Anos | Família Imperial | Indicado |